# Francoise Athénaïs, Marchiză de Montespan
Madame de Montespan (n. 5 octombrie 1640 - d. 27 mai 1707), a fost fiica marchizului de Mortemart și a Dianei de Grandseigne, metresa regelui Ludovic al XIV-lea al Franței. După ce a absolvit educația la mănăstire intră ca domnișoară de onoare în suita  Reginei Franței Maria Tereza. Se căsătorește cu Marchizul de Montespan și au împreună un fiu. În 1667, devine amanta regelui Ludovic al XIV-lea al Franței. Fosta favorită, Louise de la Vallière, rămâne la curte și le servește celor doi ca paravan. 

## Copilăria
Françoise de Rochechouart s-a născut în 5 octombrie 1640 și a fost botezată în aceași zi la Lusac les Châteaux, care acum se află în departamentul Vienne, în regiunea Poitou-Charontes. Datorită părinților în venele sale curgea sângele unor familii nobile și vechi. Copil fiind a avut deseori prilejul să călătorească cu mama sa. La vârsta de doisprezece ani începe educația formală la mănăstirea Abbaie aux Dames la Saintes, unde sora sa studiase cu aproape zece ani mai devreme. Avea trei frați:
- Gabrielle (1633-1693), căsătorită cu Claude Léonor Damas de Thianges, Marchiz de Thianges.
- Louis Victor (1636-1688), cunoscut cu numele de Marchizul de Vivonne, a fost enfant d'honneur și prieten a lui Ludovic al XIV-lea în timpul tinereții sale.
- Marie Madeleine Gabrielle Adélaïde (1645-1704), cunoscută cu numele de Regina dela Badesse.

## Căsătoria
În 28 ianuarie 1663 are loc căsătoria cu Louis Henri de Pardaillan de Gondrin, marchiz de Montespan(1640-1701), mai mare decât ea cu un an. Logodită inițial cu fratele mai mare al soțului, acesta este ucis într-un duel după un bal la Luvru, astfel s-a decis ca Françoise să se mărite cu fratele mai mic. Ceremonia are loc la biserica Saint-Eustache la Paris. Au avut doi copii:
- Marie Christine de Pardaillan de Gondrin(1663-1675)
- Louise Antoine de Pardaillan de Gondrin, marchiz d'Antin(1665-1736), mai apoi duce d'Antin. Louise Antoine a avut relații cordiale cu frații vitregi mai mici :ducele de Maine și contele de Toulouse.

Cuplul a trăit într-o casă mică în vecinătatea Luvrului, ceea ce îi permitea lui Françoise să-și îndeplinească rolul de damă de companie a ducesei d'Orléans. 

## Personalitatea

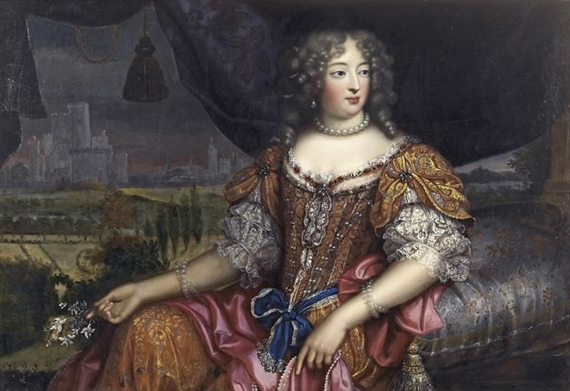
Madame de Montespan de Pierre Mignard.

De la tatăl ei a moștenit faimosul spirit Mortemart. Frumusețea era doar unul dintre multele farmece ale doamnei de Montespan. Era o femeie cultă cu o conversație încântătoare care a câștigat admirația faimoșilor oameni de spirit ai vremii cum ar fi Saint Simon și Madame de Sévigné. În plus, era la curent cu evenimentele politicii interne și internaționale, lucru care sporea farmecul conversației sale.
Athénaïs era considerată răpitor de frumoasă pentru standardele vremii. Avea părul fin și ondulat și îl purta în bucle bogate în jurul feței ovale, coafură pe care o copia însăși regina.
Ochii imenși erau de un albastru strălucitor, iar buzele pline și senzuale. Avea o natură extravagantă și pretențioasă și destul farmec pentru a obține tot ce dorea. Era foarte cheltuitoare, dar strălucitoare. Apartamentele sale erau pline de animale de companie și de flori și avea chiar o galerie personală unde erau expuse numeroasele-i bijuterii. Era foarte pretențioasă în ceea ce privea calitatea pietrelor, returnându-le dacă aveau cea mai mică imperfecțiune. Plăcerea de a mânca și numeroasele-i sarcini au făcut-o să se îngrașe după 30 de ani, până când figura ei încântătoare a devenit neplăcut de rotofeie.

## Viața ca favorită a regelui

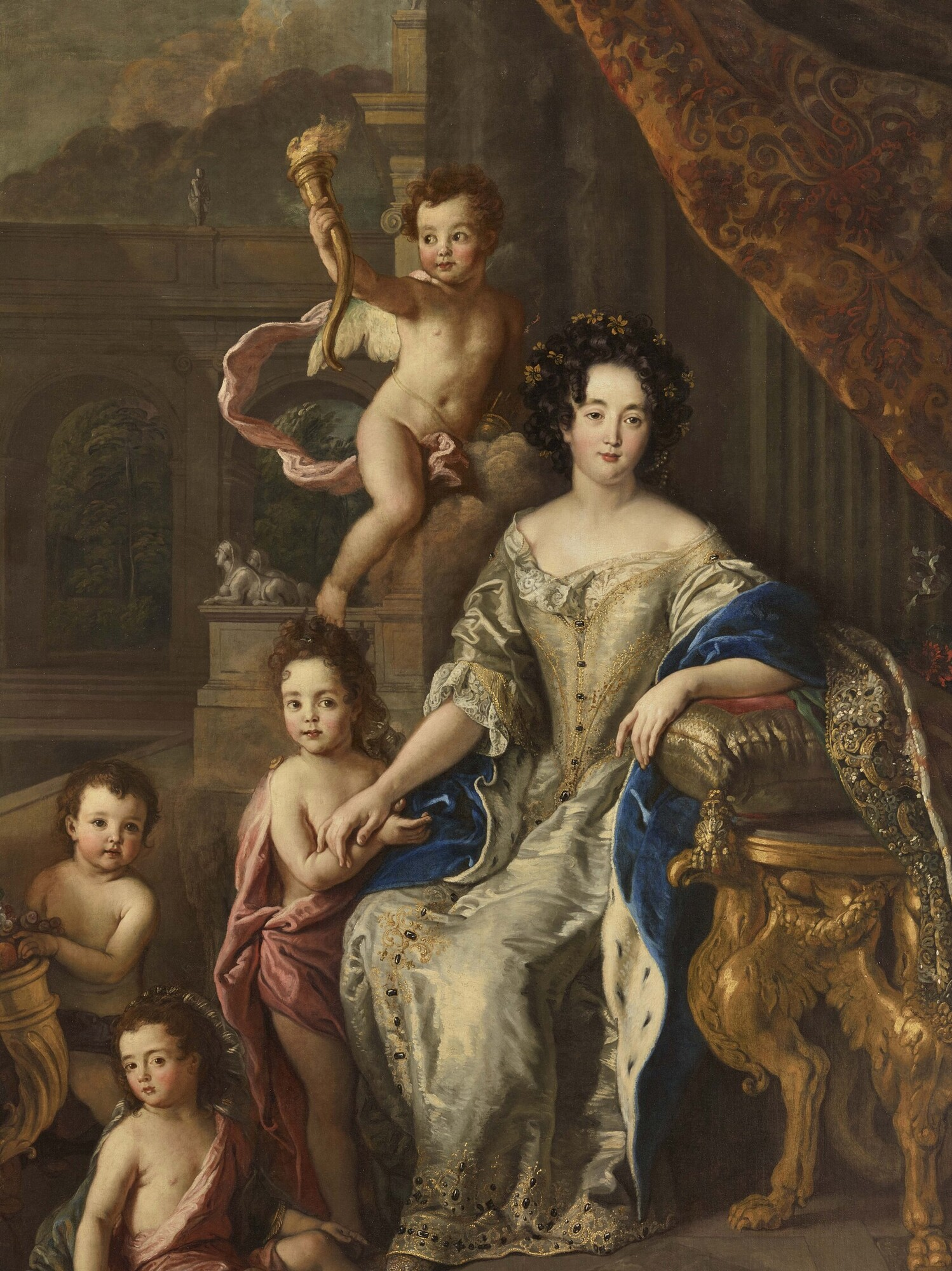
Madame de Montespan și fiii săi

L-a întâlnit pe rege în toamna anului 1666. Îndrăgostit de La Vallière, la început regele nu îi acordă multă atenție, dar mai târziu se simte atras de spiritul malițios și conversația plăcută. Frumoasă și inteligentă, devine amanta regelui în mai 1667.
În 1669 se naște primul copil al cuplului. Încredințat spre creștere văduvei Scarron, cea care va deveni mai târziu marchiza de Maintenon, viitoarea soție morganatică a regelui. Cu timpul, între stăpână și guvernantă apar neînțelegeri pe tema educației copilului. Doamna de Scarron dorește să plece de la curte. Doamnei de Montespan îi era greu cu ea, dar și mai greu fără ea. În cele din urmă, doamna de Maintenon acceptă să rămână cu condiția de a nu da socoteală asupra educației copiilor decât regelui însuși. Astfel ea își deschide drum spre situația de viitoare favorită, deoarece sub pretextul că vrea să îl consulte asupra educației începe să îi scrie regelui scrisori pline de spirit. Marchiza de Montespan nu intuiește nimic, se afla în gloria frumuseții și a farmecului și era preocupată doar să mențină atenția regalului amant. Ludovic îi va reproșa de altfel mai târziu că nu a fost o bună mamă. De altfel, preocupată veșnic de toalete, serbări, geloasă și temătoare de o noua rivală, Madame de Montespan își vedea rar copilul, care se atașează în mod natural de doica sa, aproape necunoscându-și mama.
În 1670 se naște Louis-August, viitorul duce de Maine. Marchiza va mai avea cu regele încă 4 copii. În memoriile sale, marchiza de Montespan scria: „După ce l-am văzut pe Louis îndepărtând-o pe La Valierre, am crezut cu toată naivitatea că dragostea noastră va sfârși prin a ne uni destinele în eventualitatea în care regina ar muri". Plină de astfel de idei fantastice, în care se amestecau speranța, dorința și credulitatea, marchiza a acceptat în epoca sa de glorie o gardă de corp și apartamente luxoase la Versailles, văzând în aceste favoruri semnul viitoarei măriri. Curând însă regele începe o aventură cu domnișoara de Fontanges, risipind astfel iluziile marchizei și avertizând-o asupra fragilității poziției sale de favorită. Marchiza era o mare iubitoare a luxului, având o adevărată pasiune pentru pietrele prețioase. Gustul său pentru extravaganță și petreceri anima curtea de la Versailles în anii gloriei sale. Marchiza de Montespan era frumoasă, spirituală și vicleană, exercitând o fascinație continuă asupra regelui care revenea întotdeauna la ea după aventurile sale trecătoare.

## Declinul
După nașterea ultimului copil, excedat și de aroganțele sale, regele încearcă să se despartă de ea la presiunile bisericii, începând o relație cu văduva Scarron. De altfel iezuiții și nu o rivală au fost cei care au contribuit decisiv la căderea doamnei de Montespan. Revoltați de luxul și de modul său ostentativ de a-și afișa poziția de metresă regală, convinsă că e de neînlocuit în sufletul regelui, iezuiții i-au refuzat în mod public împărtășania, în timpul unei liturghii la care asista și regele, sfătuind-o să revină la biserică atunci când va renunța la viața ei de dezmăț.
În această perioadă izbucnește și așa numitul "scandal al otrăvurilor". Fiind arestată La Voisin, o cunoscută otrăvitoare, implicată și într-un cult satanic, aceasta dezvăluie că îi dăduse doamnei de Montespan o băutură ca să câștige favorurile regale și să o înlăture pe Louise de la Vallière. Sursele vremii afirmă chiar că doamna de Montespan, disperată că sentimentele regelui pentru ea încep să se răcească, a acceptat chiar să participe la o liturghie satanică celebrată deasupra trupului său gol și în cadrul căreia s-ar fi sacrificat chiar un copil, dar aceste zvonuri nu au putut fi confirmate, contribuind totuși la grăbirea dizgrației sale. În 1676, relația cu doamna de Montespan este reluată și se mai naște un copil, Francoise-Marie, viitoarea domnișoară de Blois.

## Exilul
Cu doamna de Montespan, regele a avut în total 6 copii, pe care i-a recunoscut, în pofida legilor timpului. Pe măsură ce dragostea regelui față de copii creștea, dragostea față de favorită scădea. Doamna de Montespan se apropia de 40 de ani și farmecele care îl încântaseră pe rege dispăruseră unul câte unul. Regele era încă tânăr, iar în jurul său roiau o mulțime de tinere care ținteau locul favoritei. În locul lor, reușește însă să se impună dna de Maintenon care îl cucerește pe rege tocmai rezistând inițial avansurilor sale, pozând în virtuoasă și mironosiță, până într-atât încât îl determină la o căsătorie secretă (posibilă pentru ca între timp regina murise). Fosta doică se afla acum într-o poziție strălucită la care ajunsese prin tenacitate, răbdare și prefăcătorie. Îi atrăsese de partea ei și pe copii regelui, astfel încât doamna de Montespan căzută în dizgrație nu este compătimită nici măcar de proprii copii. În memoriile sale, marchiza povestește momentul trist și umilitor al retragerii sale de la curte. Îmbrăcată cu cea mai frumoasă rochie îi face o ultimă vizită fostului amant, care o primește alături de dna de Maintenon. Dacă regele, care față de femei nu își dezmințea niciodată curtoazia, se ridică să o întâmpine, doamna de Maintenon nu o face, astfel că umilința ei este completă. După retragerea de la curte la abația din Fontevrault, doamna de Montespan va reveni la curte numai cu ocazia nunților copiilor săi.

## Ultimii ani
În anii care au urmat, drept recunoștință pentru retragerea sa de la curte, regele l-a făcut pe tatăl ei guvernator al Parisului, iar pe fratele ei, ducele de Vivonne mareșal. Doamnei de Montespan i s-a dăruit o pensie generoasă pe care a folosit-o pentru acte de caritate și donații. Ultimii ani de viață și i-a petrecut într-o penitență severă.
A murit în 1707 la vârsta de 66 de ani, iar regele le-a interzis copiilor lor să poarte doliu după ea. Cei mai mari nici nu o cunoșteau, dar cei mai tineri Ducesa d'Orleans, Ducesa de Bourbon și contele de Touluse au refuzat să participe la serbările curții, în semn de respect pentru mama lor, ei fiind, de altfel, singurii care au simțit o durere reală la moartea ei. Ducele de Maine, cel mai mare dintre copii săi, abia a reușit să își ascundă bucuria. Cu totul indiferent la soarta mamei sale, el a considerat-o întotdeauna pe doamna de Maintenon ca fiind adevărata sa mamă.  Se spune totuși că la aflarea veștii morții doamnei de Montespan, Doamna de Maintenon ar fi plâns în apartamentele sale, pentru că fuseseră prietene și prin intermediul său ajunsese la curte reușind până la urmă să își atragă favorurile regale. De altfel, sfârșitul ei a fost, de asemenea unul trist. După moartea regelui, la 76 de ani, a fost silită să plece în grabă de la curte, la Saint-Cyr așezământul pentru fete sărace și de familie bună pe care l-a înființat, murind singură și părăsită de cei care odinioară îi cerșeau favorurile. Căsătoria dintre ea și rege nu a fost niciodată recunoscută oficial, iar partidul prințului de Maine a cărei cauză o susținuse cu ardoare a pierdut în fața descendenților legitimi ai regelui, succesiunea fiind preluată de strănepotul regelui viitorul Ludovic XV.  

## Doamna de Montespan în filme
Apare ca personaj în piesa lui Victorien Sardou - Afacerea otrăvurilor
Joacă un rol important în filmul "Angelica și regele" de Anne și Serge Golon (1960)
- Este portretizată ca satanistă și otrăvitoare în filmul "Portocalii de la Versailles" (Orange trees from Versailles)

- Este portretizata ca frivolă și strălucitoare rivală în filmul biografic "L'allée du roi" (Aleea regelui, producție Franța 1996) care urmărește destinul doamnei de Maintenon.

1. ↑  Autoritatea BnF, accesat în 10 octombrie 2015
2. ↑  franceză {{{1}}} Maurice Rat, La Royale Montespan, Paris: Plon, 1959.
3. ↑   franceză {{{1}}} Jean-Christian Petitfils, Madame de Montespan, Paris: Fayard, 1988.